# シェファー列
数学におけるシェファー列（シェファーれつ、英: Sheffer sequence）あるいはパワーロイド（英: poweroid; 擬冪）は、多項式列（つまり、各添字がその多項式の次数に等しいような多項式の列） { pn(x) : n = 0, 1, 2, 3, …… } で、組合せ論における陰計算と関連する条件を満たすものを言う。イサドラ・シェファーの名にちなむ。

## 定義
多項式列 pn を固定する。多項式上の線形作用素 Q を
{\displaystyle Qp_{n}(x)=np_{n-1}(x)}
で定める（これだけで、任意の多項式に対する Q の作用が定まっていることに注意する）。この線形作用素 Q がちょうどシフト同変となっているとき、多項式列 pn はシェファー列と呼ばれる。ここで多項式上の線形作用素 Q がシフト同変 (shift-equivariant) であるとは、
「f(x) = g(x + a) = Tag(x) が g(x) の「シフト」ならば必ず (Qf)(x) = (Qg)(x + a) が成り立つ」
ことを言う。すなわち、Q は任意のシフト作用素と可換（TaQ = QTa）である。そのような Q はデルタ作用素である。

## 性質
シェファー列すべてからなる集合は、以下のように定義される陰合成（umbral composition）を演算として群を成す。ふたつの多項式列 { pn(x) : n = 0, 1, 2, 3, …… }, { qn(x) : n = 0, 1, 2, 3, …… } が
　{\displaystyle p_{n}(x)=\sum _{k=0}^{n}a_{n,k}x^{k},\quad q_{n}(x)=\sum _{k=0}^{n}b_{n,k}x^{k}}
で与えられるとき、これらの陰合成 p ∘ q は、その第 n-項が多項式
{\displaystyle (p_{n}\circ q)(x)=\sum _{k=0}^{n}a_{n,k}q_{k}(x)=\sum _{0\leq k\leq \ell \leq n}a_{n,k}b_{k,\ell }x^{\ell }}
で与えられる多項式列のことを言う（ここで pn にだけ下付き添字 n を付け、q の方には添字を付けていないのは、右辺の和において pn は第 n-項の多項式の係数しか考えない一方、q の方は（一つの項だけではなくて）全ての項を考えるからである）。
この群の中立元は、標準単項式基底
{\displaystyle e_{n}(x)=x^{n}=\sum _{k=0}^{n}\delta _{n,k}x^{k}}
である。この群の二つの重要な部分群として、アペル列全体の成す群（これらの上で作用素 Q は単に微分となる）と、二項型多項式列全体の成す群（多項式列が二項型であるとは、等式
{\displaystyle p_{n}(x+y)=\sum _{k=0}^{n}{n \choose k}p_{k}(x)p_{n-k}(y)}
を満たすことである）が挙げられる。
シェファー列 { pn(x) : n = 0, 1, 2, …… } が二項型となるための必要十分条件は、
{\displaystyle p_{0}(x)=1,\quad p_{n}(0)=0(n\geq 1)}
を満足することである。
アペル列の群はアーベル群であるが、二項型列の群はそうではない。アペル列の群はシェファー列の群の正規部分群であるが、二項型列の群はそうではない。実はシェファー列の群はアペル列の群と二項型の列の群との半直積である。したがってシェファー列の群をアペル列の群で割った各傍系は、二項型の列をちょうど一つ含む。この剰余類分解において、二つのシェファー列が同一の傍系に属するための必要十分条件は、それらの列の「デルタ作用素」（上で述べた作用素 Q）が線型作用素として一致することである（一般に、デルタ作用素は多項式上のシフト同変な線形作用素で次数を 1 減らすものをいう。その用語は F. Hildebrandt による）。
シェファー列 sn(x) とデルタ作用素を共有する唯一の二項型列 pn(x) に対し
{\displaystyle s_{n}(x+y)=\sum _{k=0}^{n}{n \choose k}p_{k}(x)s_{n-k}(y)}
が成り立つ（「シェファー列」を、適当な二項型列に対してこの関係式を満たすものとして定義することもある）。特に、 { sn(x) } がアペル列ならば
{\displaystyle s_{n}(x+y)=\sum _{k=0}^{n}{n \choose k}x^{k}s_{n-k}(y)}
と書くことができる。エルミート多項式列 {Hn(x)} やベルヌーイ多項式列 {Bn(x)} および単項式列 { xn : n = 0, 1, 2, … } は、アペル列の例である。
シェファー列 pn は、次の指数型母関数によって特徴付けられる。
{\displaystyle \sum _{n=0}^{\infty }{\frac {p_{n}(x)}{n!}}t^{n}=A(t)\exp(xB(t)).}
（ただし A, B は、t についての（形式的）冪級数である）。従って、シェファー列は一般化アペル多項式の例であり、したがって付随する漸化式が存在する。

## 例
シェファー列であるような多項式列の例として、以下が挙げられる。
- アーベル多項式列
- ベルヌーイ多項式列
- 中心階乗多項式列[注 1]
- エルミート多項式列
- ラゲール多項式列
- マーラー多項式列
- 単項式列 { xn : n = 0, 1, 2, ... }
- モット多項式列